# Reino de Hedmark
El reino de Hedmark (en nórdico antiguo: Heinafylki) es el antiguo nombre de una región histórica, antiguo reino de Noruega. Actualmente es un condado fronterizo con Sør-Trøndelag, Oppland y Akershus. 

## Etimología
El nombre tiene su origen en las lenguas nórdicas, originalmente fue Heiðmǫrk. El primer elemento es heiðnir, el nombre de una antigua tribu germánica. El segundo elemento es mǫrk ('tierra de bosques', 'tierra fronteriza').

## Historia
La Noruega de la Era Vikinga estuvo dividida en pequeños reinos independientes gobernados por caudillos que gobernaban los territorios, competían por la supremacía en el mar e influencia política, y buscaban alianzas o el control sobre otras familias reales, bien de forma voluntaria o forzadas. Estas circunstancias provocaron periodos turbulentos y vidas heroicas como se recoge en la saga Heimskringla del escaldo islandés Snorri Sturluson en el siglo XIII. Hedmark fue uno de esos reinos independientes y entre sus monarcas más relevantes se encuentran Halfdan Hvitbeinn, Sigtryg Eysteinsson, su hermano Eystein Eysteinsson y Halfdan el Negro. Stange era el distrito más meridional del reino donde se desarrollaron algunos de los acontecimientos más significativos de la historia de Noruega según Snorri.